# María Teresa Belandria
María Teresa Belandria   (Caracas, 24 d'octubre de 1963) és una advocada, política, professora i diplomàtica veneçolana. Va ser coordinadora internacional del partit Vente Venezuela (VV) fins a l'any 2019, quan va renunciar a aquesta organització política, liderada per María Corina Machado, i va ser designada el 5 de febrer de 2019 com Ambaixadora de Veneçuela al Brasil per l'Assemblea Nacional de Veneçuela.

## Biografia
Maria Teresa es va llicenciar com advocada per la Universitat Santa Maria de Caracas, especialista en Dret Internacional Econòmic i de la Integració per la Universitat Central de Veneçuela, i candidata a doctor philosophiæ (PhD) en Ciències Polítiques per la Universitat Central de Veneçuela. Parla anglès i castellà. És professora de pregrau i postgrau a la Facultat de Ciències Jurídiques i Polítiques de la UCV, Escola de Dret on imparteix les assignatures: Dret Internacional Públic, Relacions Econòmiques Internacionals, Institucions Financeres Internacionals, i Geopolítica; professora de la Facultat d'Humanitats i Educació, Escola d'Arts, on imparteix classes de Sociologia de l'Art, Anàlisi Política des de la Perspectiva Cinematogràfica i Anàlisi de la Realitat Soci-cultural; i és a més professora de la Universitat Metropolitana de Caracas.
És assessora ad honorem de la Comissió de Política Exterior i Sobirania i de la Comissió de Defensa de l'Assemblea Nacional de Veneçuela. És membre de Comitè d'Entorn Binacional de la Cambra veneçolana-colombiana d'Integració, presidenta del Comitè de Comerç Exterior de Fedecámaras, i va ser assessora de Política Exterior i Defensa de l'excongressista María Corina Machado.
Va impartir classes per nou anys a l'Acadèmia Militar de Veneçuela i en les Escoles d'Artilleria i Infanteria de l'Exèrcit. A més també va ser jurat qualificador de les tesis dels Cursos d'Estat Major de l'Escola Superior de l'Exèrcit de Veneçuela. Va ser professora de l'Institut d'Alts Estudis Diplomàtics «Pedro Gual». Ha escrit diverses investigacions, entre les quals destaca Fronteres Tancades, que parla sobre les conseqüències del tancament de les fronteres i el no permetre el lliure trànsit.
Va ser coordinadora internacional del partit polític de centredreta Vente Venezuela.
Ha treballat com a professora adjunta del Centre d'Estudis Hemisfèrics de Defensa William J. Perry de la National Defense University (Universitat Nacional de Defensa) dels Estats Units d'Amèrica.